# معركة بحيرات ماسوريان الأولى
معركة بحيرات ماسوريان الأولى (بالإنجليزية: First Battle of the Masurian Lakes) كانت هجومًا قامت به ألمانيا على الجبهة الشرقية خلال الحرب العالمية الأولى، تعرض فيها جيش الإمبراطورية الروسية الأول إلى الهزيمة وأُجبر علر التراجع لخارج جبهته.